# Коли подих стає повітрям
Коли подих стає повітрям (англ. When Breath Becomes Air) — науково-дослідна автобіографічна книга американського нейрохірурга Пола Каланіті. Це спогади про його життя та боротьбу з метастатичним раком легенів IV стадії. Він був посмертно опублікований Random House 12 січня 2016 року.

## Життя автора
Каланіті народився в Каліфорнії в 1977 році. Він закінчив Стенфордський університет і Каліфорнійський університет у Сан-Франциско, де здобув ступінь доктора медицини. Після закінчення навчання він працював нейрохірургом у Каліфорнійському університеті в Сан-Франциско.
У 2013 році Каланіті діагностували рак легенів. Він пройшов кілька курсів лікування, але рак поширився на інші частини тіла. Каланіті помер у 2015 році у віці 37 років.

## Структура книги
Книга розділена на три частини. У першій частині Каланіті розповідає про своє дитинство в Індії та США. Він розповідає про своє захоплення наукою та медициною, а також про своє рішення стати нейрохірургом.
У другій частині Каланіті розповідає про своє навчання в медичній школі та про свою кар'єру нейрохірурга. Він розповідає про свої успіхи в кар'єрі, а також про труднощі, з якими він зіткнувся.
У третій частині Каланіті розповідає про свою боротьбу з раком. Він розповідає про те, як він дізнався про свій діагноз, про те, як він пройшов курс лікування, а також про те, як він прийняв свою смерть.

## Короткий сюжет
Книга починається з дитинства Каланіті в Індії та США. Каланіті народився в Індії в сім'ї лікарів. Його батько був нейрохірургом, а мати — педіатром. Каланіті з дитинства мріяв стати лікарем, як його батько.
У 1997 році Каланіті вступив до медичної школи Єльського університету. Він був одним із найкращих студентів у своєму класі і отримав стипендії від Національної медичної академії та Американської академії неврології.
Після закінчення медичної школи Каланіті оселився в Каліфорнії та почав працювати нейрохірургом. Він спеціалізувався на нейроонкології, тобто на лікуванні пухлин головного мозку.
У 2015 році Каланіті діагностували рак легенів IV стадії. Рак був викликаний рідкісною мутацією, яка не піддається лікуванню. Каланіті був змушений залишити свою кар'єру нейрохірурга і зосередитися на боротьбі з хворобою.
Книга розповідає про Каланіті боротьбу з раком. Він розповідає про свої емоції, страхи та переживання. Він також розповідає про те, як хвороба змінила його погляд на життя.

## Нагороди
Книга «Коли подих стає повітрям» Пола Каланіті отримала такі нагороди:
- Премія «Філдман» за нехудожню літературу (2016)
- Премія «Аутсайдер» за найкращу книгу (2017)
- Премія «Літературна премія імені Альфреда Шнітке» (2018)
- Французька премія за найкращу іноземну книгу (2018)

Крім того, книга була включена до списку 10 найкращих книг 2016 року за версіями таких видань, як The New York Times, The Washington Post, The Wall Street Journal, The Boston Globe та The Chicago Tribune.